# Locking (dans)
Locking (ook bekend als Campbellocking) is een moderne dansvorm die vaak gebruikt wordt als streetdance in combinatie met hiphopmuziek en soms funk. De danser wordt een Locker genoemd.
Bij locking wordt gedanst met snelle overdreven bewegingen, waarbij vooral de armen en de handen worden gebruikt en waarbij de heupen en benen minder dominant zijn. De locker bevriest doorlopend voor korte tijd waarbij deze de houding vasthoudt. Dit doet vaak denken aan een haperende robot. De locker maakt bijna altijd (oog)contact met het publiek. 
Regelmatig gaat de dans gepaard met de nodige extreme moves, zoals de spagaat. Sommige lockers gebruiken bewegingen die geïnspireerd zijn op pantomime. Er bestaan een groot aantal lockingmoves met hun eigen benaming.
Waarschijnlijk was Don Campbell de uitvinder van locking.